# 新拉巴蒂
新拉巴蒂（法語：La Bâtie-Neuve，法語發音：[la bati nœv]）是法国上阿尔卑斯省的一个市镇，位于该省中部，与旧拉巴蒂相邻，属于加普区。

## 地理
新拉巴蒂（44°34'0"N, 6°11'45"E）面积27.99 平方千米，位于法国普罗旺斯-阿尔卑斯-蓝色海岸大区上阿尔卑斯省，该省份为法国东南部内陆省份，北起萨瓦省，西北接伊泽尔省，西南接德龙省，南至上普罗旺斯阿尔卑斯省，东北部与意大利接壤。
与新拉巴蒂接壤的市镇（或旧市镇、城区）包括：昂塞勒、阿旺松、旧拉巴蒂、绍尔日、蒙加尔丹、拉罗谢特。

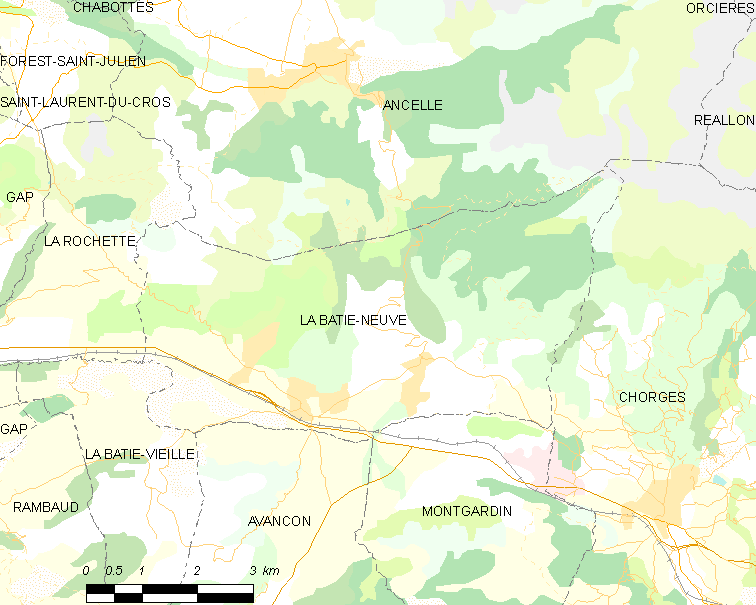
新拉巴蒂的OSM定位图

新拉巴蒂的时区为UTC+01:00、UTC+02:00（夏令时）。

## 行政
新拉巴蒂的邮政编码为05230，INSEE市镇编码为05017。

## 政治
新拉巴蒂所属的省级选区为绍尔日县。

## 人口

1962-2008年间新拉巴蒂人口变化图示

新拉巴蒂于2022年1月1日时的人口数量为2611人。